# Antonín Malec
Antonín Malec (* 7. července 1935, Uhřínov u Velkého Meziříčí) byl český architekt.

## Životopis
Vystudoval Fakultu architektury a pozemního stavitelství ČVUT v Praze, kterou dokončil v roce 1959. Pracoval ve Stavoprojektu České Budějovice v letech 1959–1986, poté přešel do Státního ústavu pro rekonstrukce památkových měst a objektů v Praze. V roce 1991 si založil vlastní architektonický a designérský ateliér v Českých Budějovicích. Věnoval se územnímu plánování, je autorem územních plánů měst a sídel Strakonice, Kamenice nad Lipou, Žirovnice, Počátky, Chlum u Třeboně včetně sídliště Františka Hrubína, Suchdol nad Lužnicí apod. Věnoval se také výtvarným aktivitám. Řadu svých výtvarných návrhů realizoval v ateliérech Tapiserie Teinitzerová v Jindřichově Hradci.
Byl odměněn Cenou primátora hlavního města Prahy za mimořádně komplikovanou obnovu architektonického díla, která byla realizována v období 1989–1999 jako Projekt obnovy interiéru kostela svatého Bartoloměje v Praze.

## Dílo
- 1980: Rekonstrukce a výstavby části Pražského předměstí, vymezené Pražskou třídou, Rudolfovskou třídou a železniční tratí v Českých Budějovicích
- 1984: Úpravy Lannovy třídy na pěší zónu včetně řešení pěších podchodů před nádražím
- 1990: Rekonstrukce vstupní části a haly rezidence československého velvyslance ve Vídni
- 1992: Rekonstrukce domu v Hroznové ulici č. 1 pro Investiční a poštovní banku, a. s.
- 1993: Úpravy Masarykova náměstí v Třeboni
- 1994–1995: Rekonstrukce administrativní budovy ředitelství Povodí Vltavy v Praze
- 1996–1998: Obnova interiéru kostela svatého Bartoloměje v Praze 1[4]